# Manuel Dias (El Vell))
Manuel Dias (el Vell) (Alpalhão Portalègre 1559 - Macau 1639) jesuïta portuguès, astrònom, matemàtic, missioner a l'Índia, Japó i a la Xina durant els regnats de l'emperador Wanli i de l'emperador Taichang de la Dinastia Ming.

## Biografia
Manuel Dias, conegut també com Manuel Dias el Vell, per distingir-lo d’un altre jesuïta homònim que era contemporani, Manuel Dias el Jove (1574-1659), també missioner a la Xina. Va néixer el 1559 a Portalègre (Portugal). El 30 de desembre de 1576 va entrar al noviciat de la Companyia de Jesús a Évora. A finals de 1587 va ser ordenat sacerdot i el 9 de juliol de 1595 va fer els darrers vots a Goa.
Va marxar a l'Índia l'abril de 1585, a bord del vaixell Santiago, com a company del futur bisbe del Japó, Pedro Martins (1541-1598). Després de sobreviure al naufragi davant de la costa de Moçambic, va arribar a Goa el 1586.
Va morir el 28 de novembre de 1639 a Macau.

#### Activitat a l'Índia
Des de 1586 va romandre a l'Índia durant set anys, fins que va ser assignat al Japó, però el 1593 va marxar a Macau, i el 1594 va tornar a l'Índia amb Alessandro Valignano, que era el Visitador per les Índies Orientals.

#### Activitat a la Xina: Macau i Pequín
A la Xina va adoptar el nom de 李瑪諾 (Li Manuo)
La seva estada a Macau es va desenvolupar en varies etapes, entre viatges a l'Índia i l'estada a Pequín.El 1593 va anar a Macau per molt poc temps, però i va tornar el 1597 fins al 1601. El 1598 va substituir a Duarte de Sande com a rector del Col·lei Jesuïta.
Des de Macau va tenir un paper molt important en el finançament dels viatges de Matteo Ricci en els seus intents d'arribar i consolidar la seva estada a la cort imperial d l'emperador Wanli a Pequín. El 1602 Dias va deixar el seu lloc de Macau a Valentin Carvalho, i va viatjar a Pequín on Alessandro Valignano el va nomenat rector de les residències del Sud de la Xina (Shaozhou, Nanchang i Nanjing), i així poder alliberar a Ricci que podria dedicar-se exclusivament a la missió de Pequín.
E1637 les autoritats provincials de Fuzhou van dictaminar que els jesuïtes Giulio Aleni i Manuel Dias havien d'abandonar el territori i van emetre un edicte de prohibició contra el catolicisme.
A part de la seva activitat apostòlica, com a científic va publicar en xinès un Tractat sobre l'Esfera i el sistema astronòmic de Claudi Ptolemeu També va introduir les teories de Galileu i la utilització del telescopi com una eina important en l'astronomia. El 1624 va redactar "Ratio Studiorum" un pla d'estudis per l'aprenentatge del xinès. El pla comprenia tres fases d’aprenentatge durant quatre anys: una primera, introduir l’oralitat i els personatges; una segona lectura introductòria i l'anàlisi de textos confucianistes (Quatro Livros / Sishu), sota la direcció d’un professor que ensenyava en portuguès; i un darrer, que incloïa una revisió sistemàtica dels temes ja tractats, però amb un mestre xinès, capaç d’aclarir i aprofundir els coneixements adquirits.